# NGC 5209
NGC 5209 é uma galáxia elíptica (E) localizada na direcção da constelação de Virgo. Possui uma declinação de +07° 19' 40" e uma ascensão recta de 13 horas, 32 minutos e 42,5 segundos.
A galáxia NGC 5209 foi descoberta em 23 de Janeiro de 1784 por William Herschel.